# Rurka (powiat gryfiński)
Rurka (Rorike, Rorik, Rorka, Roreken – 1377 r., Rörchen – przed 1945 r.) – wieś w Polsce, położona w województwie zachodniopomorskim, w powiecie gryfińskim, w gminie Chojna, nad rzeką Rurzyca.
W latach 1975–1998 wieś administracyjnie należała do województwa szczecińskiego.

## Integralne części wsi
| SIMC    | Nazwa      | Rodzaj |
| ------- | ---------- | ------ |
| 0773966 | Przyciesie | osada  |
| 0773972 | Rurczyna   | osada  |

## Historia
- 1244 – pierwsza wzmianka, okolica nadana łącznie z ziemią bańską zakonowi templariuszy, którzy zbudowali na wyspie na Rurzycy komturię złożoną z zamku i kaplicy otoczonych fosą[6];
- 1248 – poświęcenie w Rurce kaplicy templariuszy zbudowanej w stylu romańskim;
- 1261 – biskup kamieński Hermann von Gleichen wystawił w Rurce dokument fundacyjny dla komandorii templariuszy;
- 1312 – po kasacie zakonu templariuszy zabudowę przejęli joannici;
- 1373 – w wyniku konfliktu z mieszkańcami Chojny nastąpiło zniszczenie komandorii templariuszy.
- po 1945 – na podwalinach dawnego folwarku powstało państwowe gospodarstwo rolne.

## Zabytki
- Kaplica templariuszy w Rurce jest małą jednonawową budowlą, z prosto zamkniętym prezbiterium. Ściany kościoła wzniesiono z ciosów granitowych, układanych w regularne warstwy o wysokości 25–30 cm. W średniowieczu od strony północnej równolegle do kaplicy przebiegała w odległości 40 m fosa. W 1373 roku założenie zostało spalone przez mieszczan z Chojny i rycerzy pod przywództwem Wedla. W wieku XVII kościół został opuszczony i zamieniony na spichlerz. W drugiej połowie XIX wieku (ok. 1875) został przebudowany na gorzelnię. Dzięki odkryciu nasady krzyżowego sklepienia na gurtach prostokątnego chóru zakwestionowano przynależność tego zakonnego obiektu do wiejskich kościołów granitowych Pomorza i Wkrzanii. Kaplica w Rurce jest założeniem starszym, co poświadcza technika wykonania i przynależność formalna. E. Lambert, jak i A. Demurger zgodnie oceniają prostokątną nawę (15–20 m) i takowy chór (5–7 m) z przesklepieniem jako typowe rozwiązanie planistyczne charakterystyczne dla prowincji położonych między Bordeaux a Poitiers, gdzie już sto lat wcześniej opracowano technikę przesklepiania kolebkowego, krzyżowego na gurtach oraz kopułowego[7]. Po II wojnie światowej kaplica ulegała dalszej dewastacji. W roku 1999 podjęto badania archeologiczne wokół kaplicy i prace zabezpieczające. Obecnie kaplica jest własnością prywatną i podlega dalszej renowacji (stan na rok 2007)[8].
- Dwór z przełomu XVIII i XIX w.
- Kuźnia wieloboczna.